# Eleccions legislatives letones de 2010
Les eleccions legislatives letones de 2010 es van celebrar el 2 d'octubre de 2010 a Letònia. Aquestes eleccions van ser les primeres que es van realitzar després de patir la greu crisi econòmica de 2008 i 2009, en la qual Letònia va experimentar una de les més profundes recessions del món.
Hi va haver un total de 1239 candidats en representació de 13 partits i coalicions que es van presentar en cinc circumscripcions electorals, que equivalen a quatre regions letones més la seva capital, Riga.
Amb el resultat final, es van barrejar diverses opcions per formar el nou govern. Una de les possibilitats podia ser un govern en coalició format pel partit guanyador, Unitat, la coalició Centre de l'Harmonia i la Unió de Verds i Agricultors. Les coalicions Aliança Nacional i Per una Letònia Millor també era possible que formessin part del nou govern.
Finalment, el 3 de novembre els partits Unitat i la Unió de Verds i Agricultors van formar el nou govern arribant als 55 escons que els permetia tenir la majoria absoluta.

## Resultats
|         | |          |       |          |     |  |  |  |  |  |  |  |  |  |
| Partits | Partits | Vots     | %     | Escons   | +/- |  |  |  |  |  |  |  |  |  |
|         | Unitat (Vienotība) - Nova Era - Unió Cívica - Societat per una altra política | 301, 424 | 31.22 | 33 / 100 | 15  |  |  |  |  |  |  |  |  |  |
|         | Centre de l'Harmonia (Saskaņas centrs) - Partit Socialdemòcrata "Harmonia" (Sociāldemokrātiskā Partija „Saskaņa”) - Partit Socialista Letó (Latvijas Sociālistiskā partija) - Partit de Daugavpils (Daugavpils pilsētas partija) | 251, 397 | 26.04 | 29 / 100 | 12  |  |  |  |  |  |  |  |  |  |
|         | Unió de Verds i Agricultors (Zaļo un Zemnieku savienība) - Unió d'Agricultors Letons (Latvijas Zemnieku savienība) - Partit Verd de Letònia (Latvijas Zaļā partija)                                                              | 190, 025 | 19.68 | 22 / 100 | 4   |  |  |  |  |  |  |  |  |  |
|         | Aliança Nacional (Nacionālā Apvienība) - Per la Pàtria i la Llibertat/LNNK (Tēvzemei un Brīvībai/LNNK) - Tot per Letònia! (Visu Latvijai!)                                                                                       | 74, 028  | 7.67  | 8 / 100  | =   |  |  |  |  |  |  |  |  |  |
|         | Per una Letònia Millor (Par Labu Latviju!) - Partit Popular (Tautas partija) - LPP/LC | 73, 877  | 7, 65 | 8 / 100  | 25  |  |  |  |  |  |  |  |  |  |
|         | Pels Drets Humans en una Letònia Unida (Par cilvēka tiesībām vienotā Latvijā) | 13, 845  | 1.43  | 0 / 100  | 6   |  |  |  |  |  |  |  |  |  |
|         | Altres | 40, 229  | 6.31  | -        | -   |  |  |  |  |  |  |  |  |  |
| Total   | Total | 942,876  | 100.0 | 100      |     |  |  |  |  |  |  |  |  |  |